# Pou de glaç de la Ginebreda 1
El Pou de glaç de la Ginebreda 1 és una obra de Castellterçol (Moianès) inclosa a l'Inventari del Patrimoni Arquitectònic de Catalunya.

## Descripció
Pou de glaç del qual no es poden determinar exactament les dimensions perquè té les obertures tapiades i és una construcció subterrània. Pel que s'observa, però, es pot deduir que es tracta d'una construcció cilíndrica d'uns 6 o 7 metres de diàmetre coberta per una cúpula semiesfèrica de la qual se'n pot observar part de la seva forma colgada de terra. La seva profunditat segurament oscil·la entre els 7 i 9 metres des del fons fins a la clau de la cúpula.

## Història
Els pous de gel es construïren i obtingueren la seva major rendibilitat en el decurs dels segles XVII, XVIII i part del XIX quan la fabricació i comercialització del gel representava una bona font d'ingressos. No obstant, durant la primera meitat del segle XX alguns pous continuaren funcionant, malgrat que l'aparició del gel artificial amb l'arribada de l'electricitat i els transports moderns fessin desaparèixer aquest tipus d'indústria. Els últims pous en funcionament ja no comercialitzaven amb els hospitals, mercats,... de Barcelona, sinó que eren d'ús propi.
Les condicions necessàries per a la construcció d'un pou de glaç, són la proximitat a les vies de comunicació, amb llocs de consum no gaire allunyats i la seva instal·lació en llocs de fortes glaçades i bones aigües. El gel es recollia a l'hivern a les basses o rieres properes al pou. Es tallava en blocs i s'emmagatzemava per capes recobertes de palla, vegetació i gel trossejat dins les poues fins que a l'estiu, segons la demanda, s'anava extraient i transportant dins de sàrries també cobertes de palla i boll.